# Lèchefrite

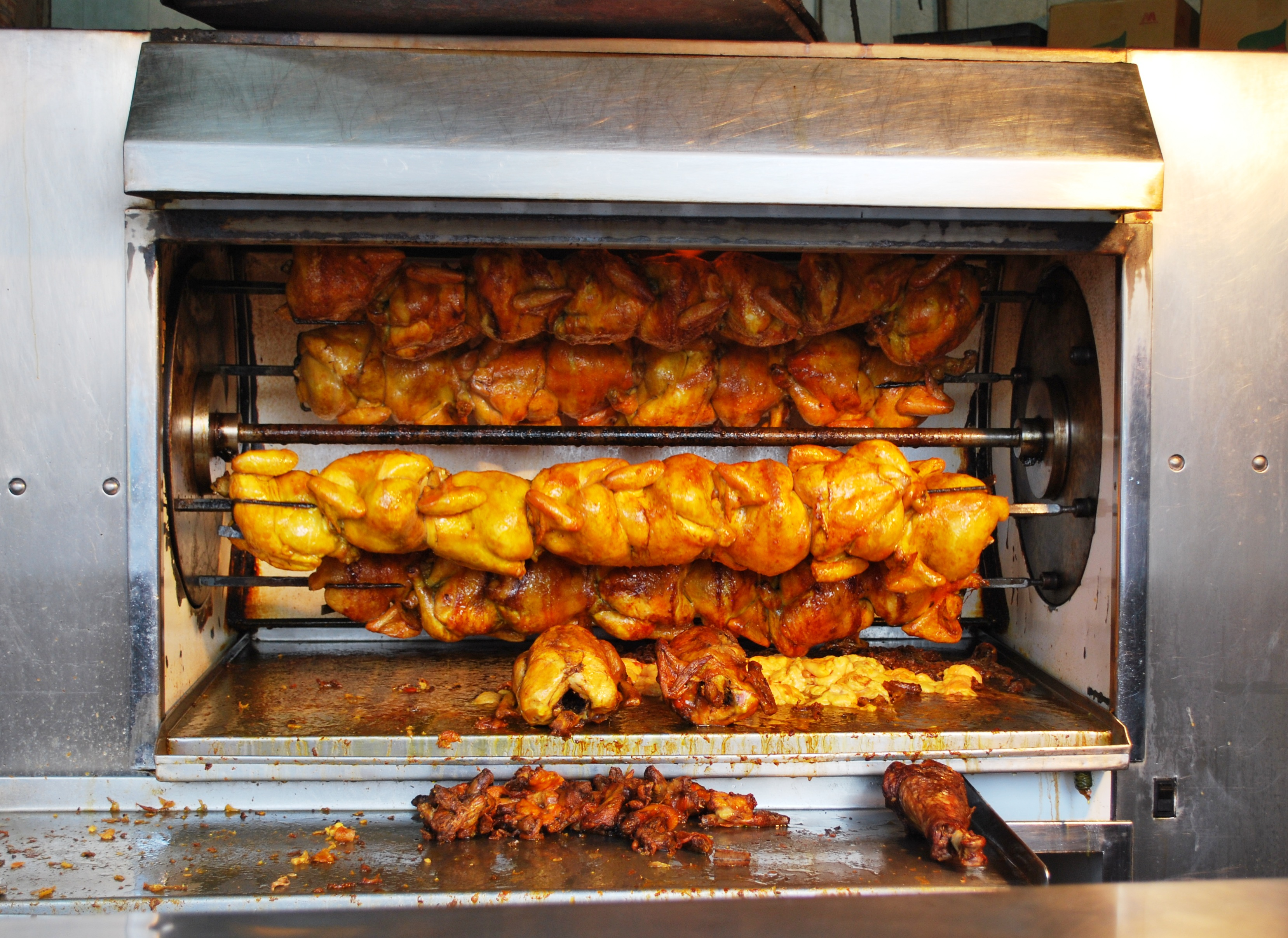
Rôtissoire professionnelle avec sa lèchefrite.

Une lèchefrite est un ustensile de cuisine en fer ou en cuivre jaune, que l’on place sous la broche à rôtir d'un four ou d'une rôtissoire, pour recevoir le jus et la graisse des viandes au cours de la cuisson.

## Historique
À l’origine, la lèchefrite est un récipient placé sous une broche, destiné à recevoir la graisse et le jus des viandes que l'on fait rôtir. Elle apparaît au XVe siècle avec le développement des plaques à feu en fonte qui servent de réflecteurs aux ondes de chaleur du foyer et l'usage des tournebroches qui arrosent automatiquement le rôti, le jus qui s'en écoule restant à sa surface plus longtemps grâce à la rotation, ce qui le charge en sucs avant qu'il ne tombe dans la lèchefrite.
Par la suite, lorsque l'utilisation des fours électroménagers se popularise, le nom de « lèchefrite » est donné aux plaques inférieures en métal et à rigoles qui y remplissent la même fonction. Les lèchefrites de ces fours sont cependant aussi utilisées pour cuire directement dessus certains aliments, comme des côtes de bœuf, des pizzas, des canapés.

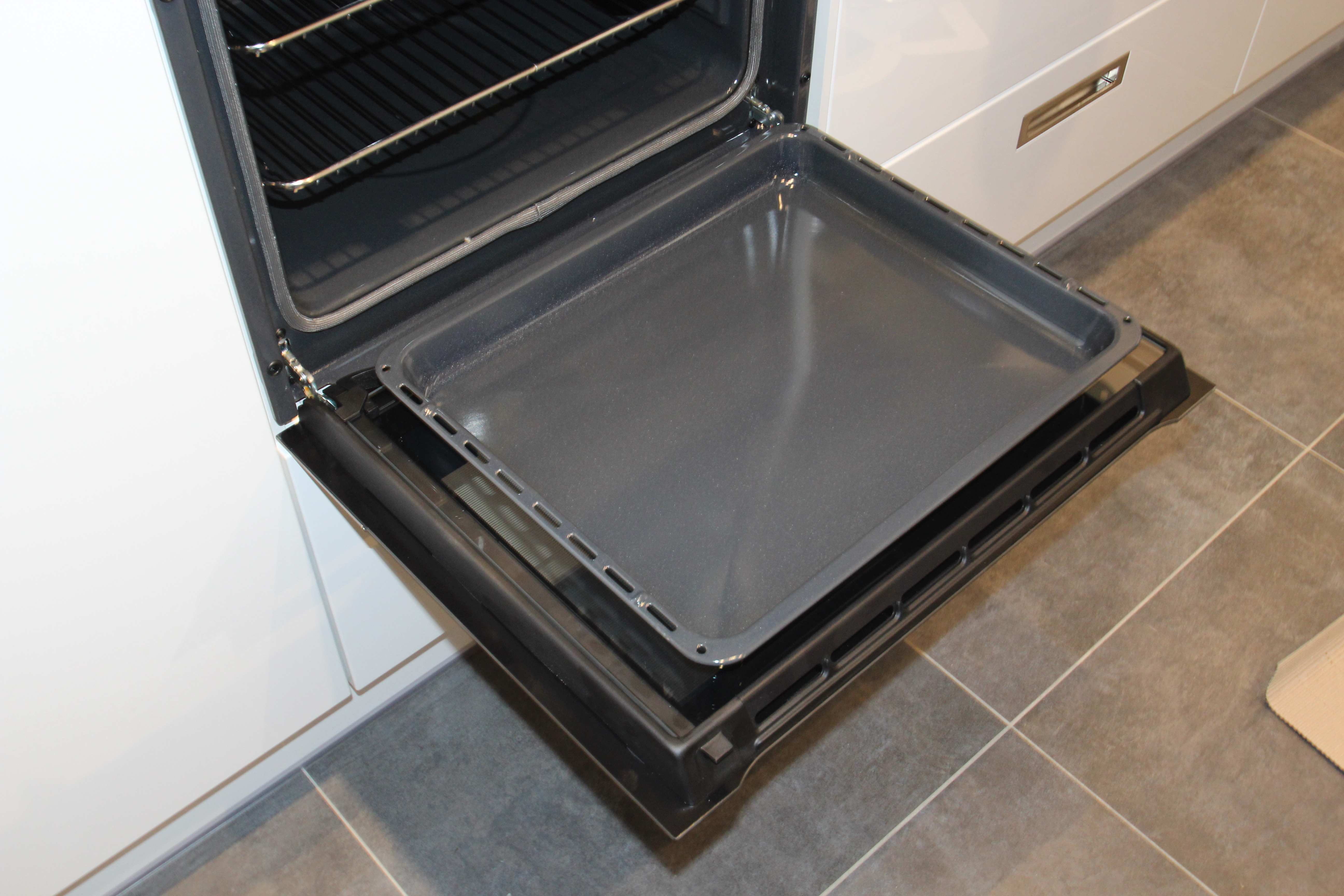
Lèchefrite dans un four électrique
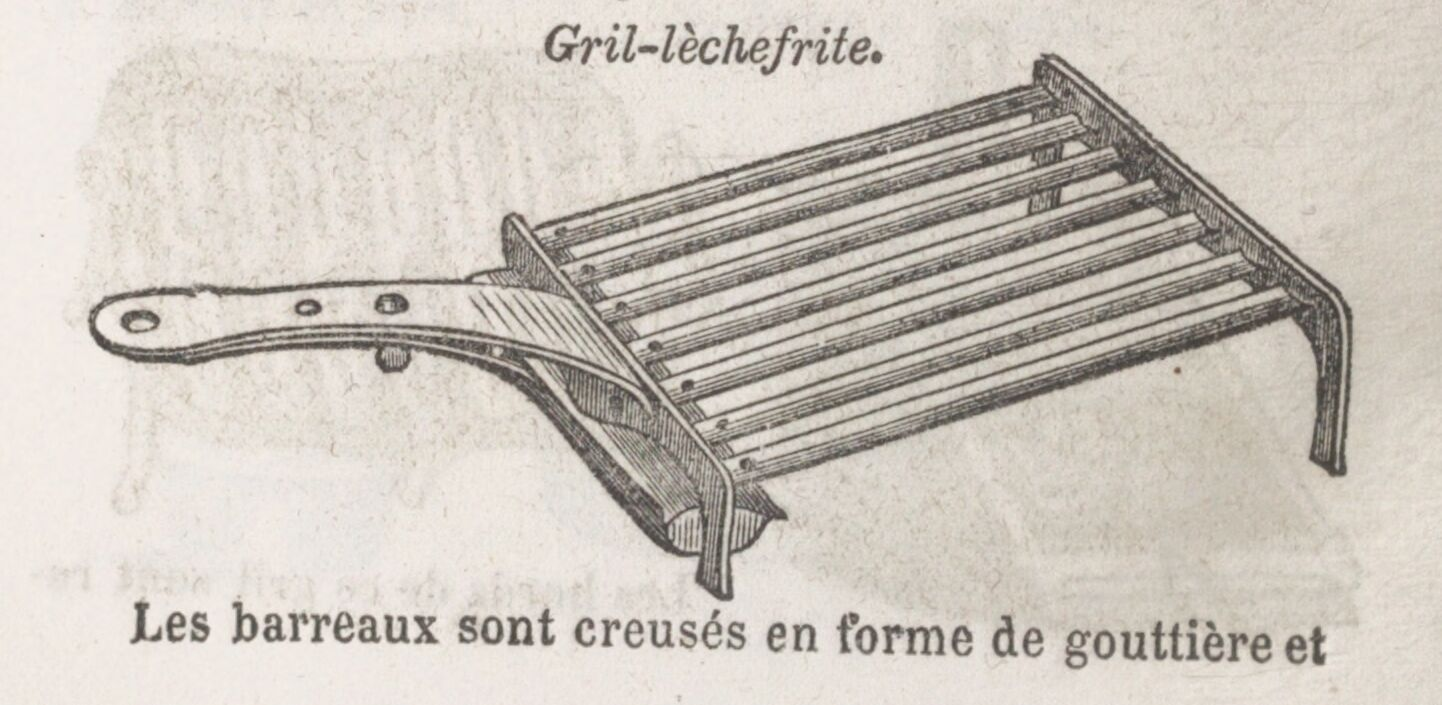
Grill avec un lèchefrite, 1869

## Dans l'industrie nucléaire
Par analogie avec l'ustensile des fours électroménagers, les grands bacs recueillant les fluides d'écoulement et de débordement utilisés dans l'industrie nucléaire sont appelés lèchefrites.